# Hirtodrosophila baikalensis
Hirtodrosophila baikalensis är en tvåvingeart som beskrevs av Watabe, Toda och Vasily S. Sidorenko 1996. Hirtodrosophila baikalensis ingår i släktet Hirtodrosophila och familjen daggflugor. Inga underarter finns listade i Catalogue of Life.